# Лабазка
Лабазка — посёлок в Нижнетуринском муниципальном округе Свердловской области России.

## Географическое положение
Посёлок Лабазка расположен в 37 километрах (по дорогам в 49 километрах) к северо-западу от города Нижней Туры, на правом берегу реки Лабазки-Исовской (левого притока реки Ис, речной бассейн Туры), вблизи устья.

## Население
| 2002 | 2010 | 2021 |
| ---- | ---- | ---- |
| 25   | ↘5   | ↗9   |